# Deltochilum rubripenne
Deltochilum rubripenne là một loài bọ cánh cứng trong họ Bọ hung (Scarabaeidae).